# 柴原麻衣
柴原 麻衣（しばはら まい、1985年9月7日 - ）は、プラチナムプロダクションに所属していた日本の元タレントである。
千葉県出身（長崎県出生）。愛称は「しばまい」「まいまい」「しばさま」。

## 来歴・人物
長崎県生まれの千葉県育ち。
2008年、東京ヤクルトスワローズのダンスユニット「DDS」のメンバーとして活動。翌年には後継の「Swallows Wings」にも参加した。同じ事務所でDDSやスワウィンでも一緒だった矢島ゆかり、志摩夕里加と共に「44舞」というユニットを組んでいたこともある。
2010年10月3日、「復活!ミニスカポリス」に新メンバーとして就任し、2012年6月の脱退まで活躍した。
2011年3月、SUPER GT「ARTA GALS」に就任。レースクイーン活動を開始する。前年の2010年にもARTA GALSのオーディションを受けたが落選しており、1年越しのリベンジ達成となった。
2012年2月、アップガレージのイメージガールユニット「ドリフトエンジェルス」の4代目メンバーに選ばれ、副キャプテンを務める。同年、同じ事務所の古川真奈美と共にSUPER GT「TEAM aprエンジェル」を務める。
RQ卒業後もタレント活動を続けていたが、2014年1月24日 - 1月26日に東松原Broader Houseで行われた、IN EASY MOTION 第7回ワークショップ卒業公演『NO』への出演を最後に芸能界を引退。公式ブログも閉鎖された。
趣味は野球観戦、ウォーキング、半身浴。特技はダンス。かわいく踊ることが苦手だったらしく、ドリエンに選ばれた当初は一苦労だったという。

## 出演

### テレビドラマ
- 帝王（毎日放送）
- マジすか学園（テレビ東京）
- 月の恋人〜Moon Lovers〜（フジテレビ）

### バラエティ番組
- プラチナム学園（エンタ!371）
- 上田ちゃんネル（テレ朝チャンネル）
- ペケ×ポン（フジテレビ） - 「ペケ×ポン川柳」再現VTR出演
- 復活!ミニスカポリスあっ!とおどろく緊急出動!（あっ!とおどろく放送局）
- JINのちょこっとミスロン中毒「ミニスカポリスがWelcomeVENUS!」（HOST-TV.com）
- ゴッドタン 〜The God Tongue 神の舌〜（テレビ東京）- 「キモ芸人祭」ゲスト出演[7]。
- タモリ倶楽部（テレビ朝日）- 「小さなエグゾーストノートに酔いしれる！　第一回東京モーターだけショー」
- もえ×こん（テレビ東京・2012年3月） - ドリフトエンジェルス2012として出演
- 復活! ミニスカポリスのニコジョッキー（2011年7月27日開始 隔週、ニコジョッキー）
- THE野球盤 L!VE2013（フジテレビONE）
- 内村さまぁ〜ず超大自然クイズ2012!! 〜夏の陣〜(E!TV内さま.com、2012年9月)　SUPER GT「TEAM aprエンジェル」の古川真奈美と出演

### パチンコ
- CRラブ嬢プラス〜今夜も、ご延長の方はいかがなさいますか?〜（2013年、平和）[8]

### その他
- 真野恵里菜「元気者で行こう!」PV出演
- KREVA「OH YEAH」PV
- 東京ゲームショウ2010「コーエーテクモ」ブースコンパニオン

## 参加作品（DVD）
- ドリフトエンジェルス「2012ドリフトエンジェルス」サンプロス・2012年9月22日発売
  - 収録PV
    1. Wonder FLY（作詞：宇野振一　補作詞：南香織　作曲：酒匂謙一　編曲：冬野竜彦　）
    2. I'm your angel 2012 ver.（作詞：宇野振一　補作詞：南香織　作曲：酒匂謙一　編曲：冬野竜彦　）

## 参加作品（CD）
- ドリフトエンジェルス「Wonder FLY」スロウボールレコーズ・2012年4月発売
  - 収録曲
    1. Wonder FLY（作詞：宇野振一　補作詞：南香織　作曲：酒匂謙一　編曲：冬野竜彦　）
    2. うしろゆびさされ組（作詞：秋元康　作曲：後藤次利　編曲：冬野竜彦　）
    3. I'm your angel 2012 ver.（作詞：宇野振一　補作詞：南香織　作曲：酒匂謙一　編曲：冬野竜彦　）

## 出演作品（CM）
- アップガレージTVCM「2012アップガレージ」2012年5月～